# Orophea sphaerocarpon
Orophea sphaerocarpon är en kirimojaväxtart som beskrevs av Carl Ludwig von Blume. Orophea sphaerocarpon ingår i släktet Orophea och familjen kirimojaväxter. Inga underarter finns listade i Catalogue of Life.